# Diocesi di Basilinopoli
La diocesi di Basilinopoli (in latino Dioecesis Basilinopolitana) è una sede soppressa del patriarcato di Costantinopoli e una sede titolare della Chiesa cattolica.

## Storia
Basilinopoli, identificabile con Pazarköy (Bazar Köy), sulle rive orientali del lago di Nicea, nell'odierna Turchia, è un'antica sede vescovile della provincia romana di Bitinia nella diocesi civile del Ponto. Faceva parte del patriarcato di Costantinopoli ed era suffraganea dell'arcidiocesi di Nicomedia.
La diocesi è documentata nelle Notitiae Episcopatuum del patriarcato di Costantinopoli fino al XII secolo. Durante il concilio di Calcedonia del 451, i metropoliti di Nicomedia e di Nicea si disputarono arduamente la giurisdizione su Basilinopoli, che fu affidata al primo.
Diversi sono i vescovi noti di questa antica sede episcopale. Il primo vescovo conosciuto è Alessandro, originario di Cirene in Libia, di cui parla Sinesio di Cirene nelle sue lettere. Monaco e prete, in occasione di un viaggio a Costantinopoli conobbe Giovanni Crisostomo, con cui si legò in stretta amicizia; all'incirca verso il 401 il patriarca lo nominò vescovo di Basilinopoli. Per il sostegno dato al Crisostomo, attorno al 403/404 Alessandro fu deposto e mandato in esilio. Rientrò allora nella sua patria e non sembra sia più ritornato a Basilinopoli.
Geronzio prese parte al sinodo di Costantinopoli del 13 aprile 449 che, su ordine dell'imperatore Teodosio II, fu chiamato a rivedere il processo contro l'archimandrita Eutiche, confermandone la sentenza di condanna. Lo stesso vescovo fu tra i prelati che presenziarono al concilio di Calcedonia del 451. Ciriaco sottoscrisse, il 20 luglio 518, la petizione inviata dal sinodo di Costantinopoli al patriarca Giovanni, perché rompesse i suoi legami con Severo di Antiochia e il partito monofisita e ristabilisse la fede calcedonese.
Sisinnio è documentato nel terzo concilio di Costantinopoli del 680 e nel concilio in Trullo del 692. Giorgio assistente al concilio di Nicea del 787. Antimo partecipò al concilio di Costantinopoli dell'879-880 che riabilitò il patriarca Fozio. La sigillografia ha restituito il nome di due vescovi, Basilio e Michele, i cui sigilli sono datati rispettivamente al X e XI secolo.
Dal XVII secolo Basilinopoli è annoverata tra le sedi vescovili titolari della Chiesa cattolica; la sede è vacante dal 18 settembre 1973. L'ultimo titolare è stato Alexandre Poncet, primo vicario apostolico di Wallis e Futuna.

## Cronotassi

### Vescovi greci
- Alessandro † (circa 401 - circa 403/404 deposto)
- Geronzio † (prima del 449 - dopo il 451)
- Ciriaco † (menzionato nel 518)
- Sisinnio † (prima del 680 - dopo il 692)
- Giorgio † (menzionato nel 787)
- Antimo † (menzionato nell'879)
- Basilio † (X secolo)
- Michele † (circa XI secolo)

### Vescovi titolari
- Gregorio Lopez, O.P. † (3 gennaio 1674 - 10 aprile 1690 nominato vescovo di Nanchino)
- Edmund Bélot, M.E.P. † (20 ottobre 1696 - 2 gennaio 1717 deceduto)
- Karl Friedrich von Wendt † (25 giugno 1784 - 21 gennaio 1825 deceduto)
- John Joseph Hughes † (8 agosto 1837 - 20 dicembre 1842 succeduto vescovo di New York)
- François Baudichon, SS.CC. † (13 agosto 1844 - 11 giugno 1882 deceduto)
- François-Eugène Lions, M.E.P. † (22 dicembre 1871 - 24 aprile 1893 deceduto)
- Karl Ernst Schrod † (17 aprile 1894 - 10 aprile 1914 deceduto)
- Toribio Minguella y Arnedo, O.A.R. † (22 agosto 1916 - 16 luglio 1920 deceduto)
- Pedro Pablo Drinot y Piérola, SS.CC. † (21 ottobre 1920 - 11 settembre 1935 deceduto)
- Alexandre Poncet, S.M. † (11 novembre 1935 - 18 settembre 1973 deceduto)